# Гонконгский железнодорожный музей
Гонконгский железнодорожный музей (англ. Hong Kong Railway Museum; кит. 香港鐵路博物館) открыт в 1985 году в здании бывшей железнодорожной станции Тай-По-Маркет в районе Тай-По. Является подразделением Гонконгского музея культурного наследия, находящегося в управлении Министерства досуга и культуры Гонконга.

## О музее
Постоянная экспозиция музея призвана ознакомить посетителя с историей развития железной дороги Гонконга. Среди экспонатов представлено два локомотива и шесть исторических железнодорожных вагонов.
Музей открыт для посещения ежедневно, кроме вторников и первых двух дней Китайского Нового года. Время работы с 10 до 18 часов; в канун католического Рождества и канун Китайского Нового года с 10 до 17 часов.
Вход свободный.

## История
Железнодорожная станция Тай-По-Маркет на линии железной дороги Коулун−Кантон построена в 1913 году. Она единственная на линии была возведена в китайском стиле, что выразилось во внешних деталях фасада, скате крыши и украшениях.
В 1983 году, в связи с сооружением поблизости другой станции, Тай-По-Маркет была выведена из эксплуатации. В 1984 году здание станции было признано национальным памятником. В 1985 году на территории станции был открыт железнодорожный музей.

## Галерея

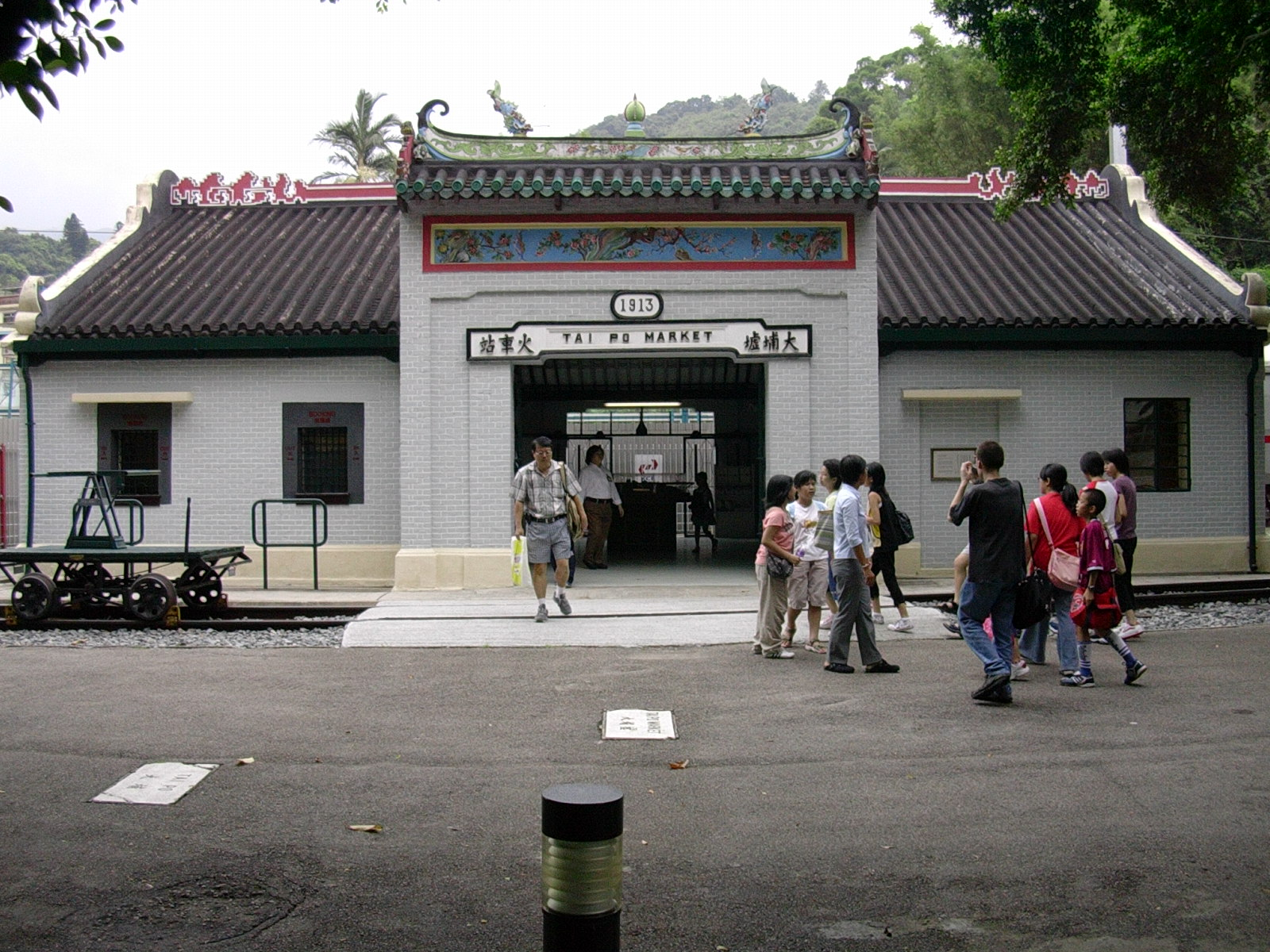
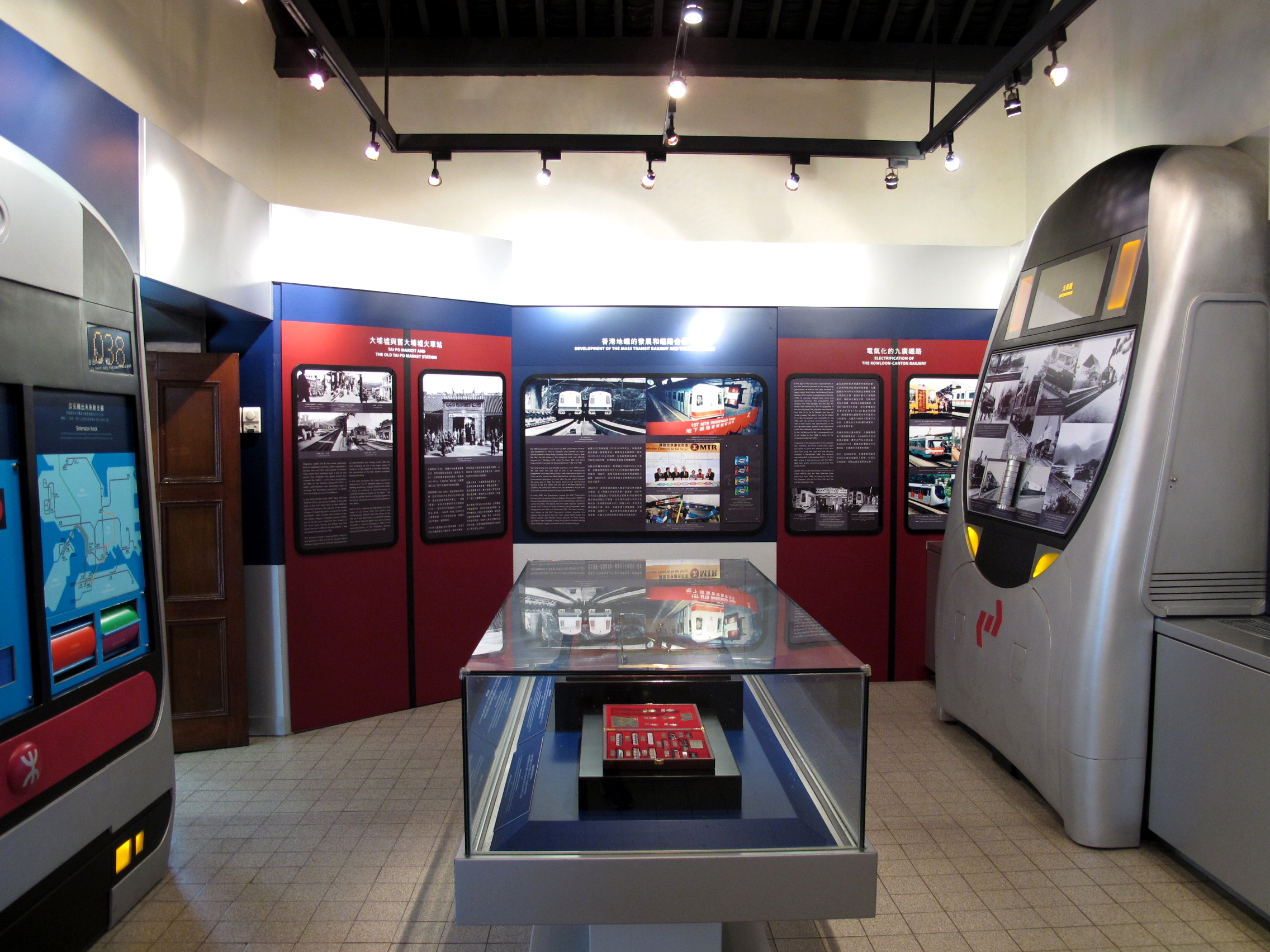
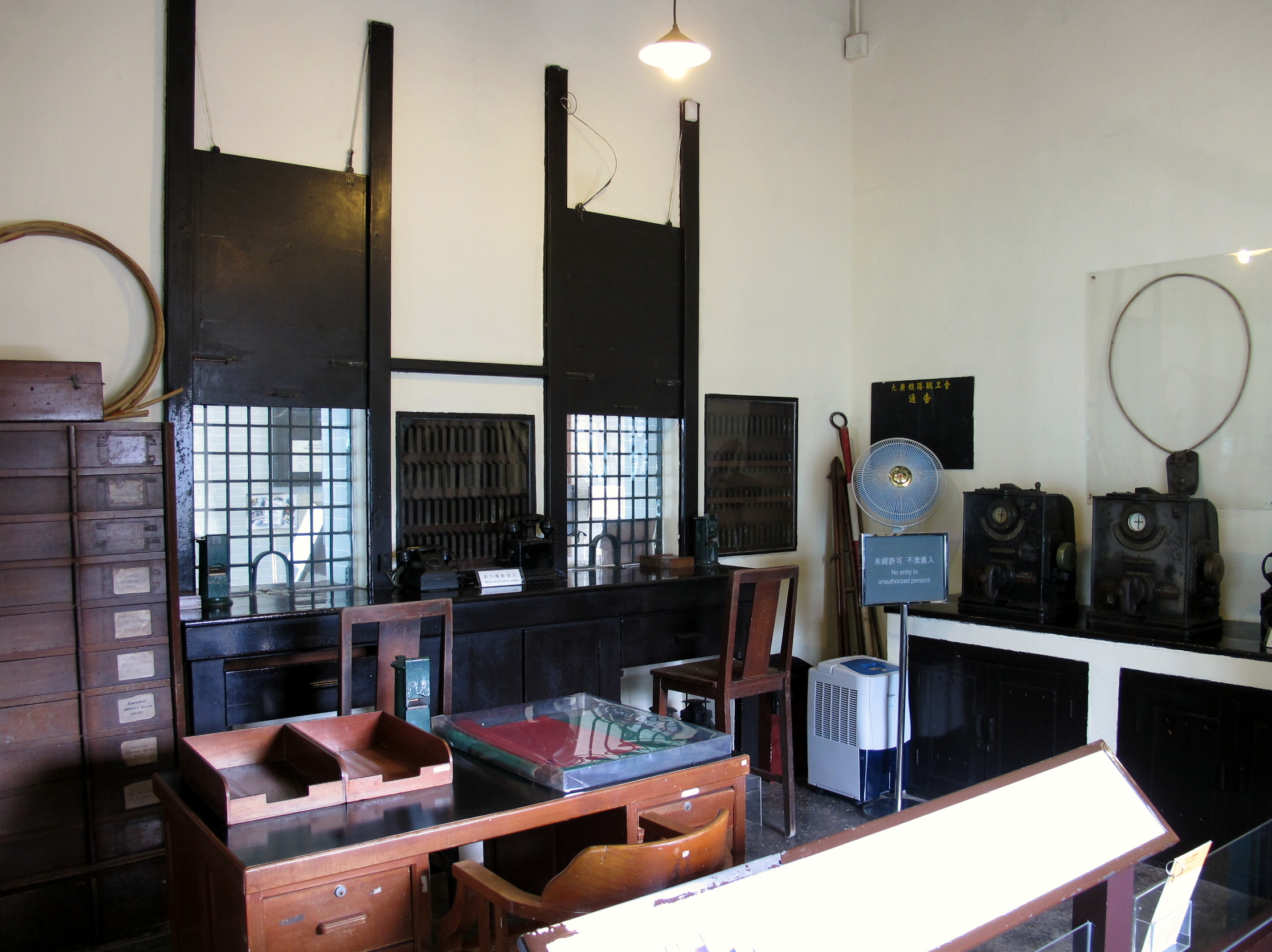
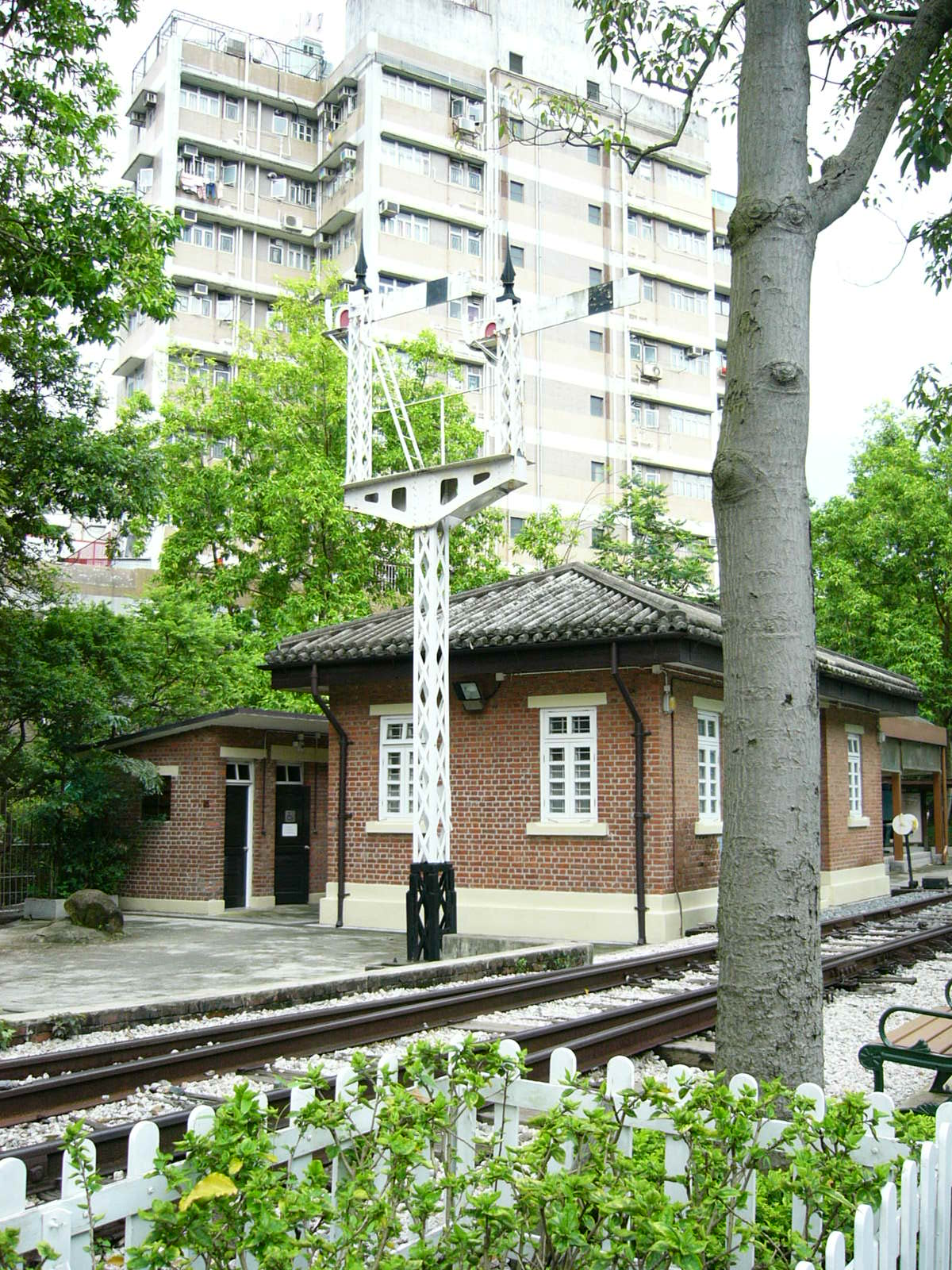
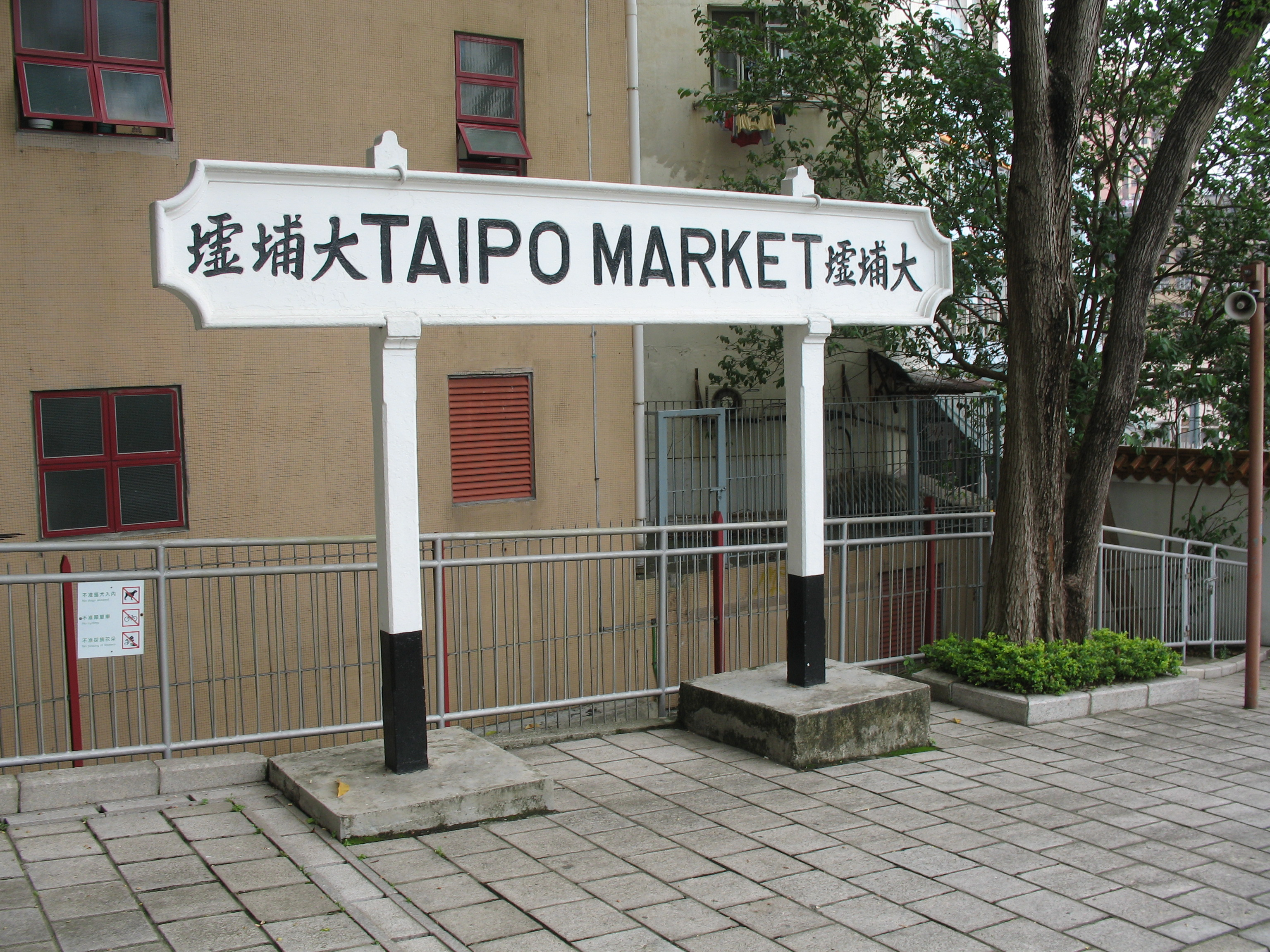
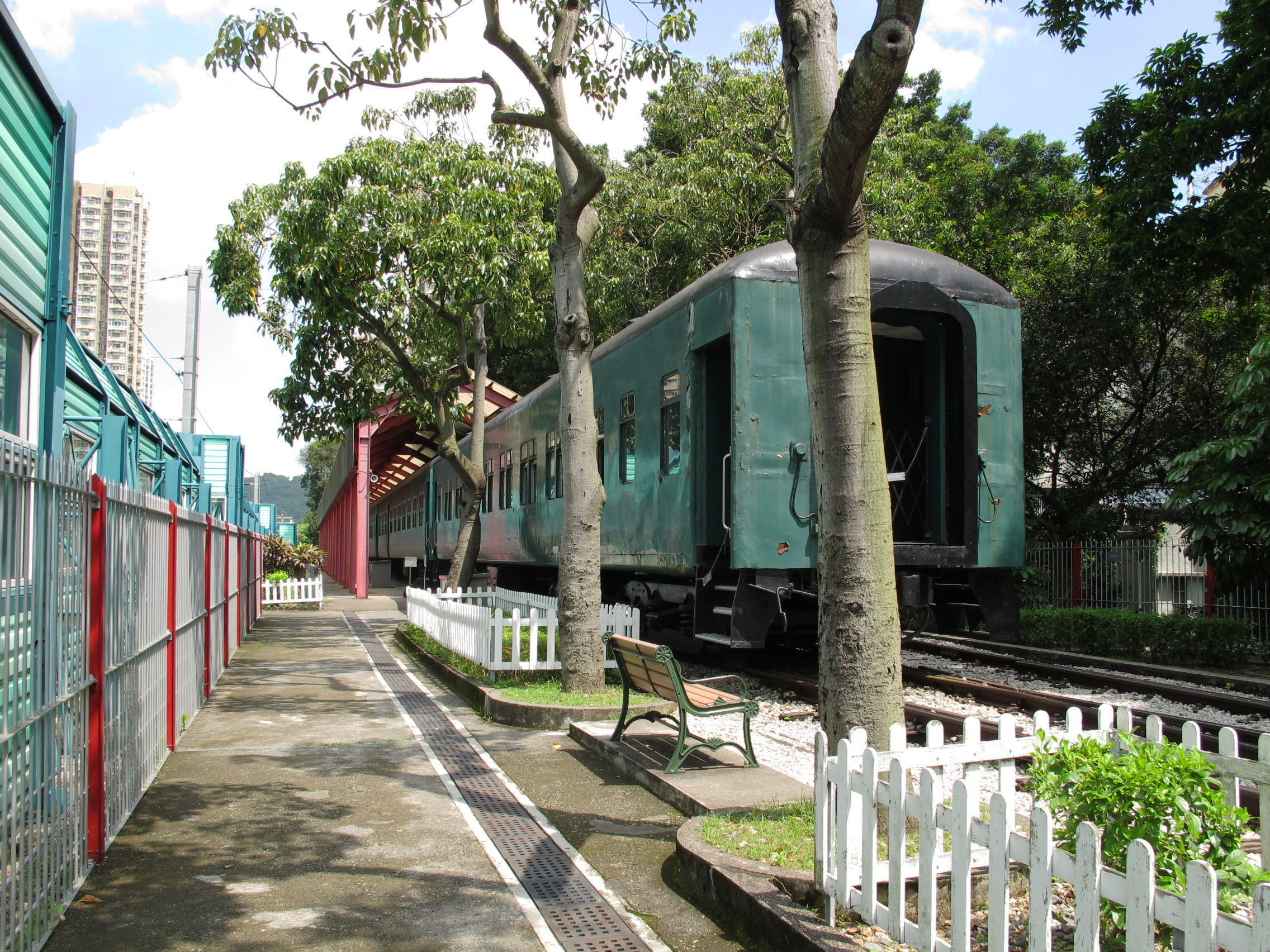
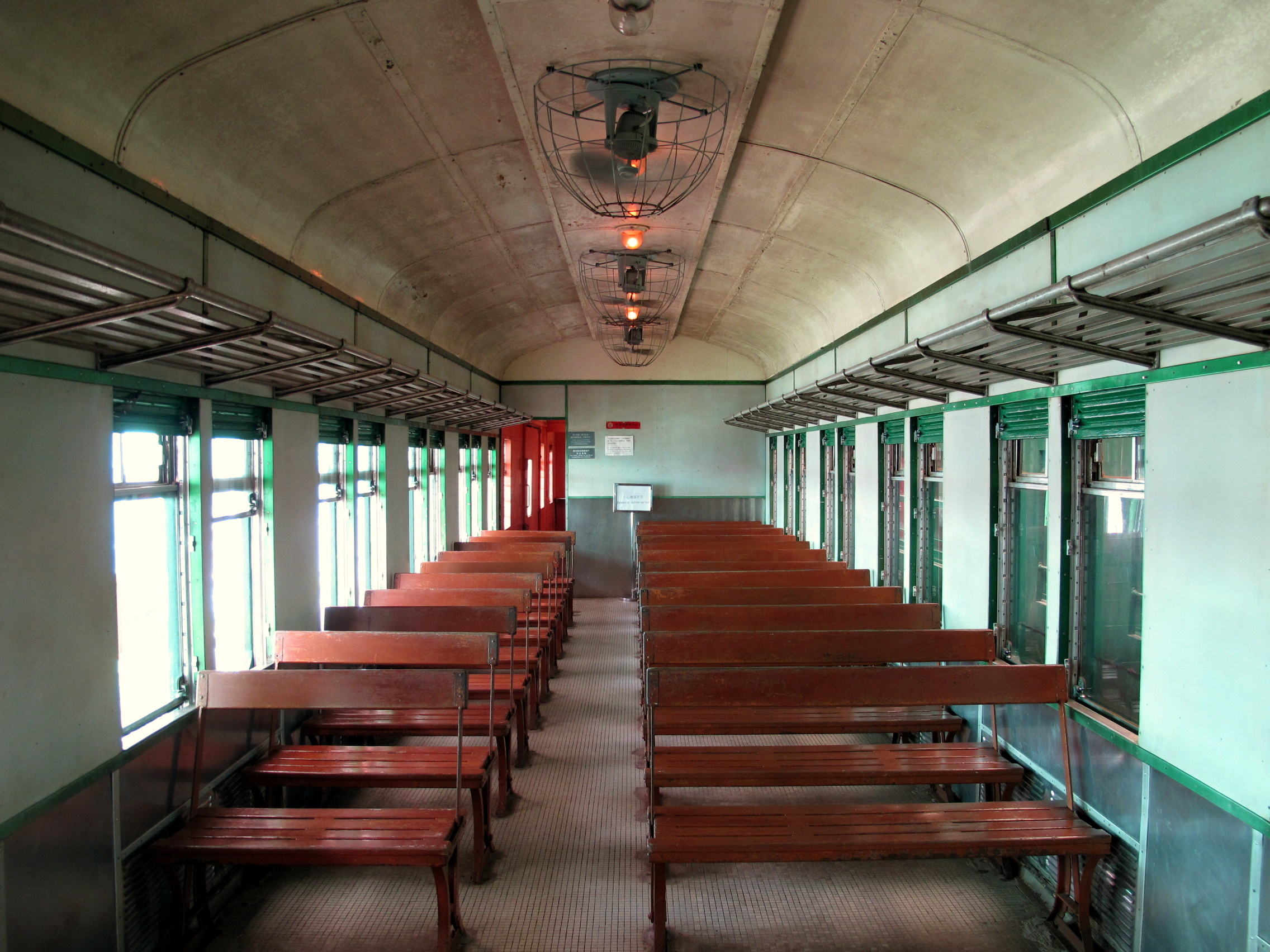
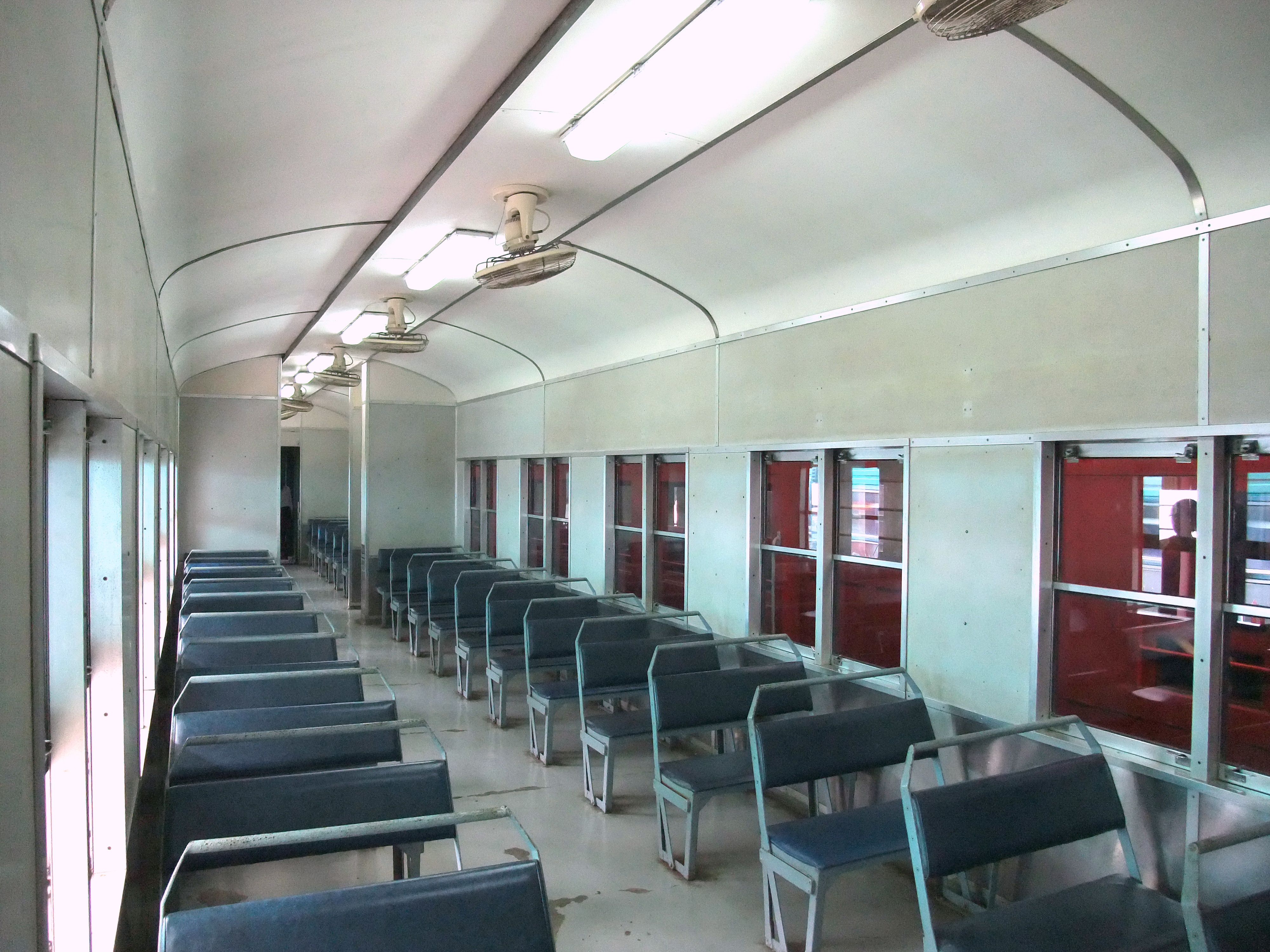
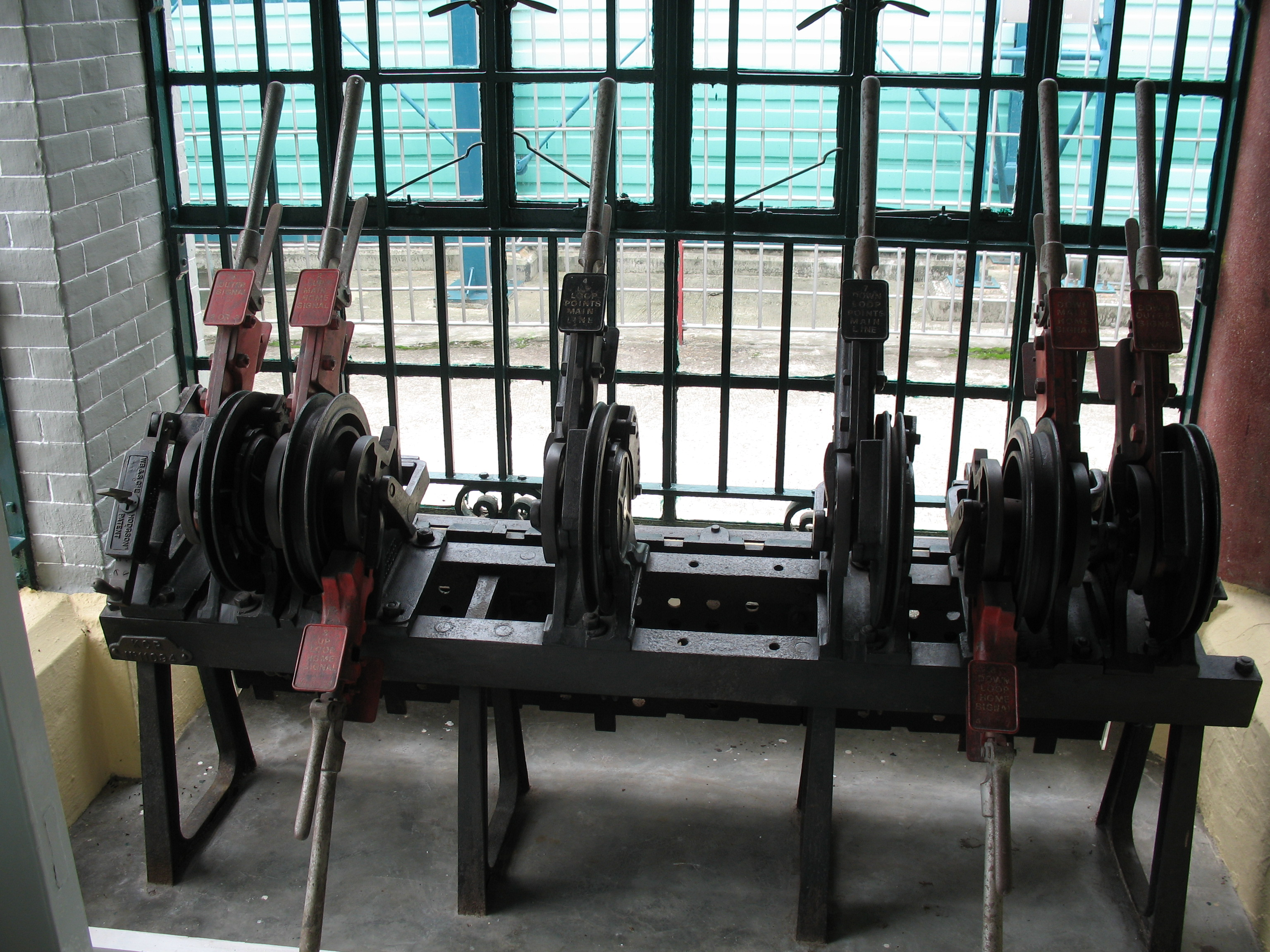
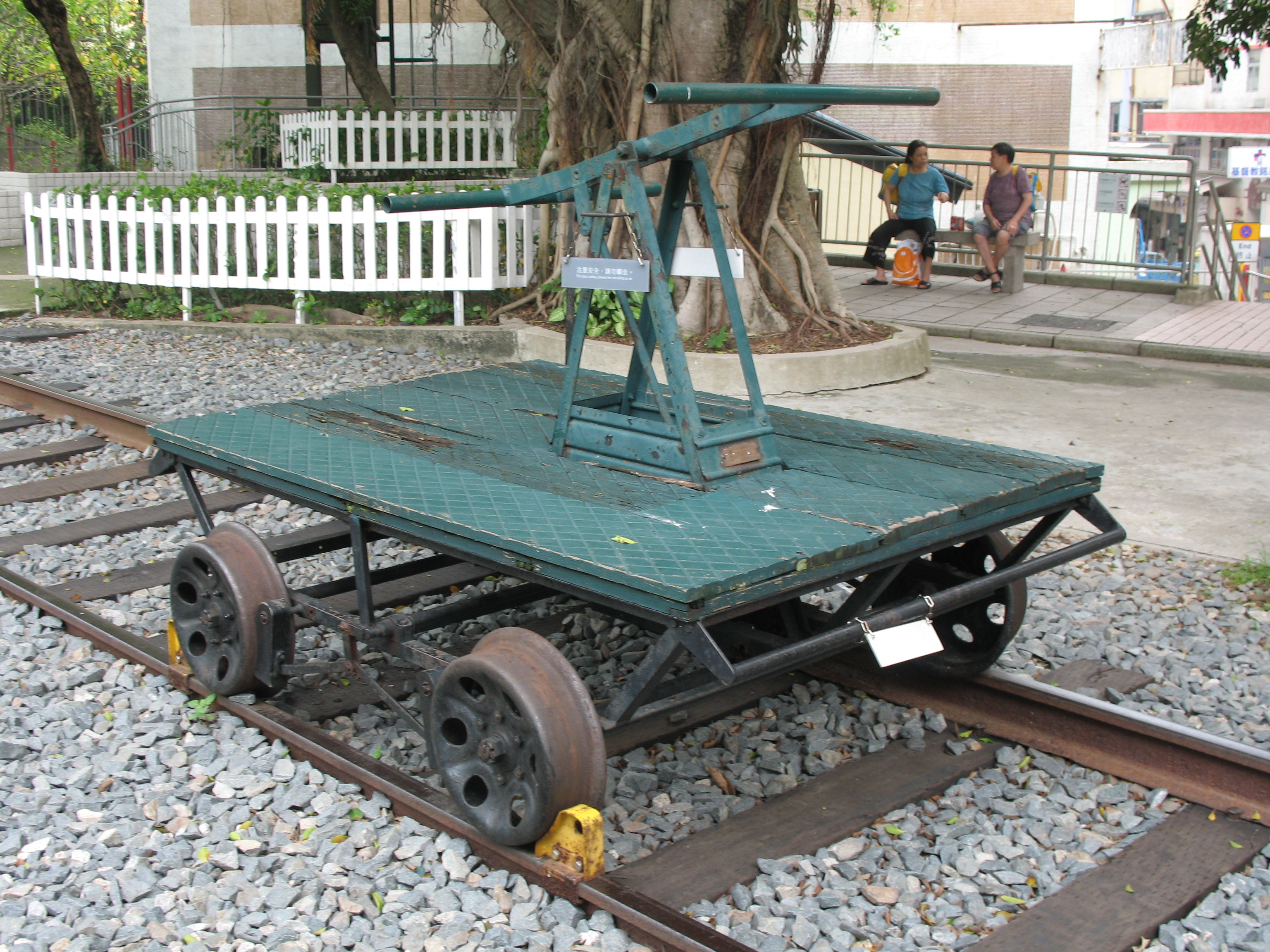
Дрезина с ручным мускульным приводом
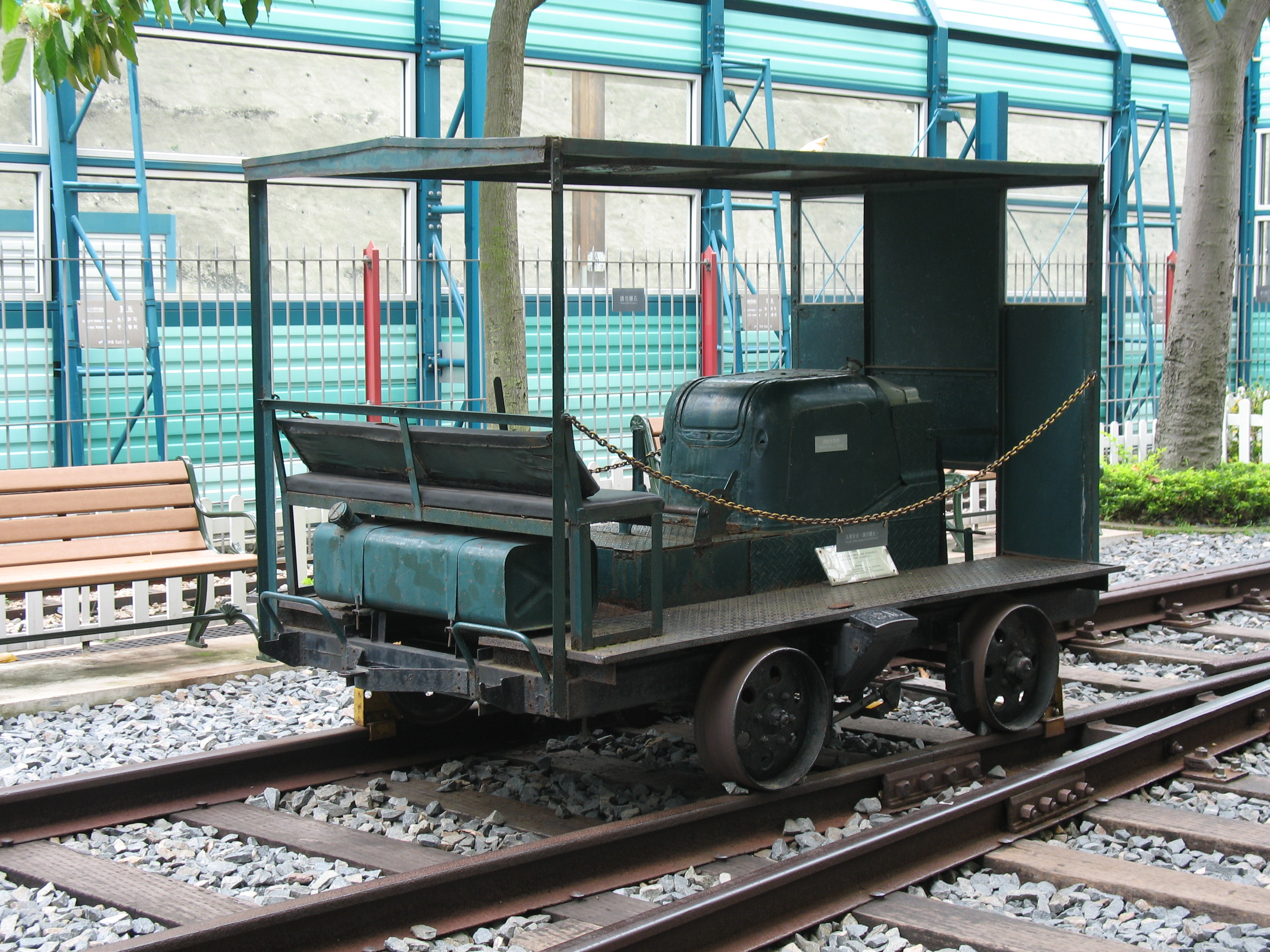
Моторизованная дрезина
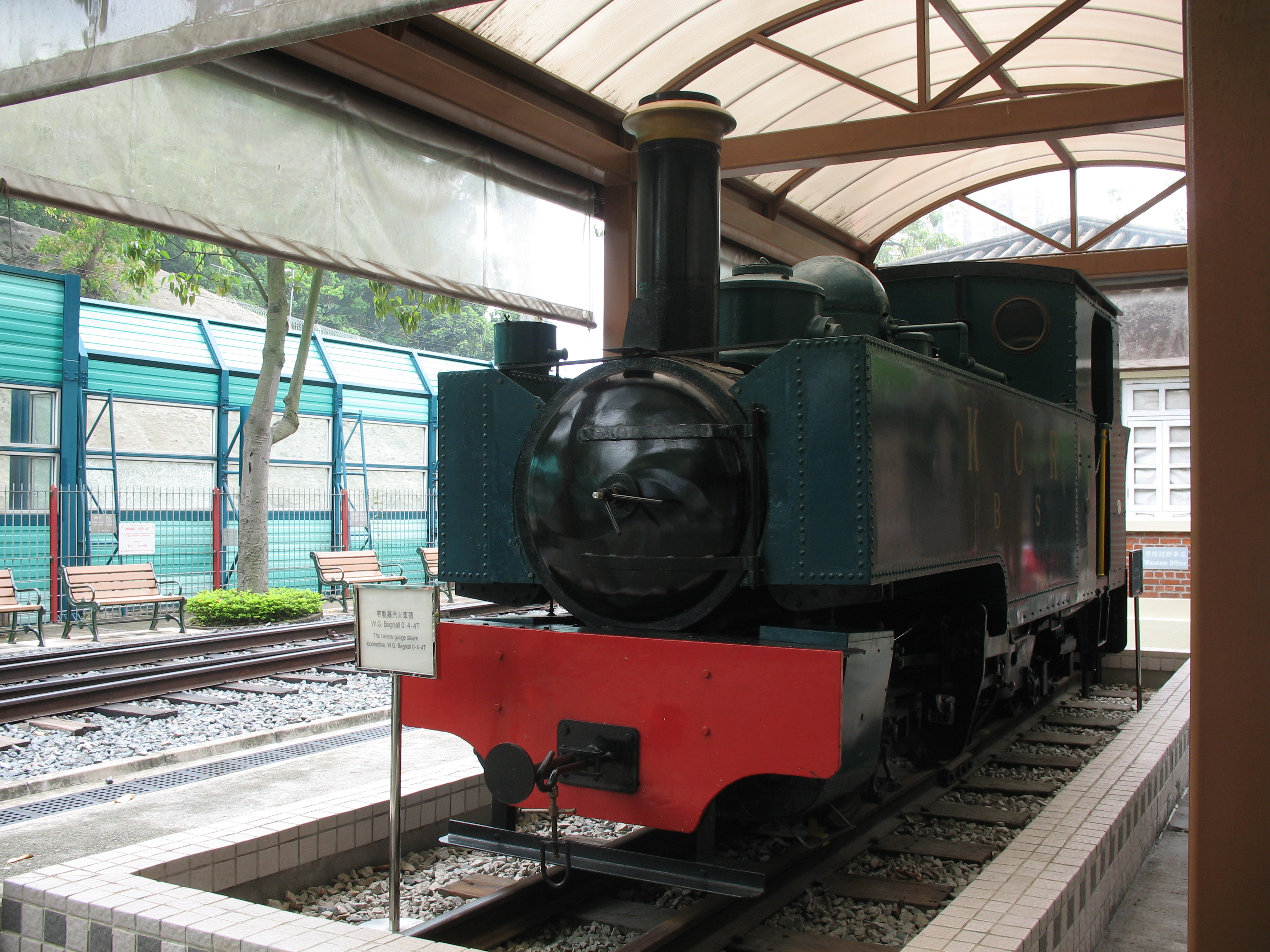
Локомитив W. G. Bagnall 0-4-4T
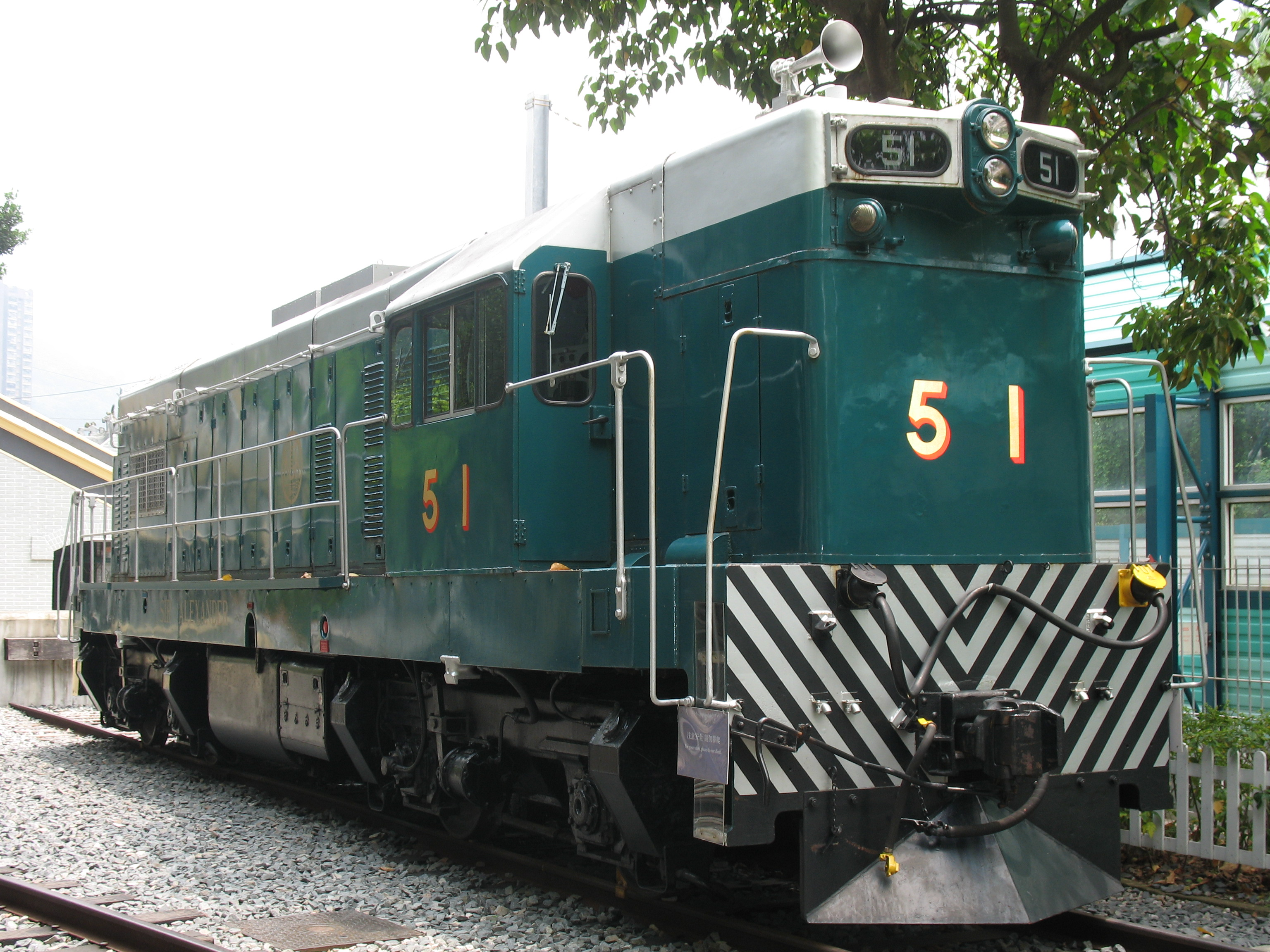
Дизельный локомотив KCR-BS G12 №51 «Sir Alexander»